# Brandtocetus
Brandtocetus — рід цетотериїдних містицетів підродини Cetotheriinae. Тип і єдиний вид — Brandtocetus chongulek з пізнього міоцену (тортону) Керченського півострова в Криму.
Brandtocetus chongulek був китом довжиною приблизно 4–5 м, який відрізнявся від усіх Cetotheriidae наявністю поперечно розширеної бічної частини лускатої кістки та ін.